# Byron Buxton
Byron Keiron Buxton (18 de diciembre de 1993) es un jardinero estadounidense de béisbol profesional que juega para los Minnesota Twins de las Grandes Ligas. Se desempeña principalmente como jardinero central, posición en la cual ha ganado un Guante de Oro, un Guante de Platino y un Premio Fielding Bible.

## Carrera profesional

### Ligas menores
Los Mellizos de Minnesota seleccionaron a Buxton con la segunda selección global en el draft de 2012. Buxton firmó un contrato con los Mellizos el 12 de junio de 2012, que incluía un bono de firma de $6 millones. Hizo su debut profesional en las ligas menores con los Gulf Coast Twins de la Gulf Coast League, donde registró promedio de bateo de .216 en 26 juegos. Más tarde en el año, fue ascendido a los Elizabethton Twins de la Appalachian League para novatos, donde bateó .286 en 21 juegos.
Buxton comenzó la temporada 2013 con los Cedar Rapids Kernels de la Midwest League de Clase A. Después de haber bateado .340 con ocho jonrones y 32 bases robadas, los Mellizos lo promovieron en junio a los Fort Myers Miracle de Clase A avanzada. A mitad de temporada, MLB.com, Keith Law de ESPN.com y Baseball America vieron a Buxton como eln mejor prospecto en el béisbol, y representó a los Mellizos en el Juego de Futuras Estrellas. Con Fort Myers, compiló un promedio de .326 con cuatro jonrones, 22 carreras impulsadas y 23 bases robadas. Al finalizar la temporada, fue nombrado el Jugador Más Valioso de la Midwest League y el Jugador del Año de las ligas menores.
Los Mellizos invitaron a Buxton a participar en los entrenamientos de primavera en 2014. Sin embargo, se lesionó la muñeca izquierda e inició la temporada en la lista de lesionados. Fue activado el 4 de mayo y asignado al equipo de Fort Myers. Después de participar en solo cinco juegos, volvió a lesionarse la muñeca. Registró promedio de .240 en 30 juegos antes de recibir un ascenso a los New Britain Rock Cats de Clase AA el 11 de agosto. En su primer juego con New Britain, el 13 de agosto, Buxton colisionó con su compañero Mike Kvasnicka y le diagnosticaron una conmoción cerebral, por lo que se perdió el resto de la temporada regular.

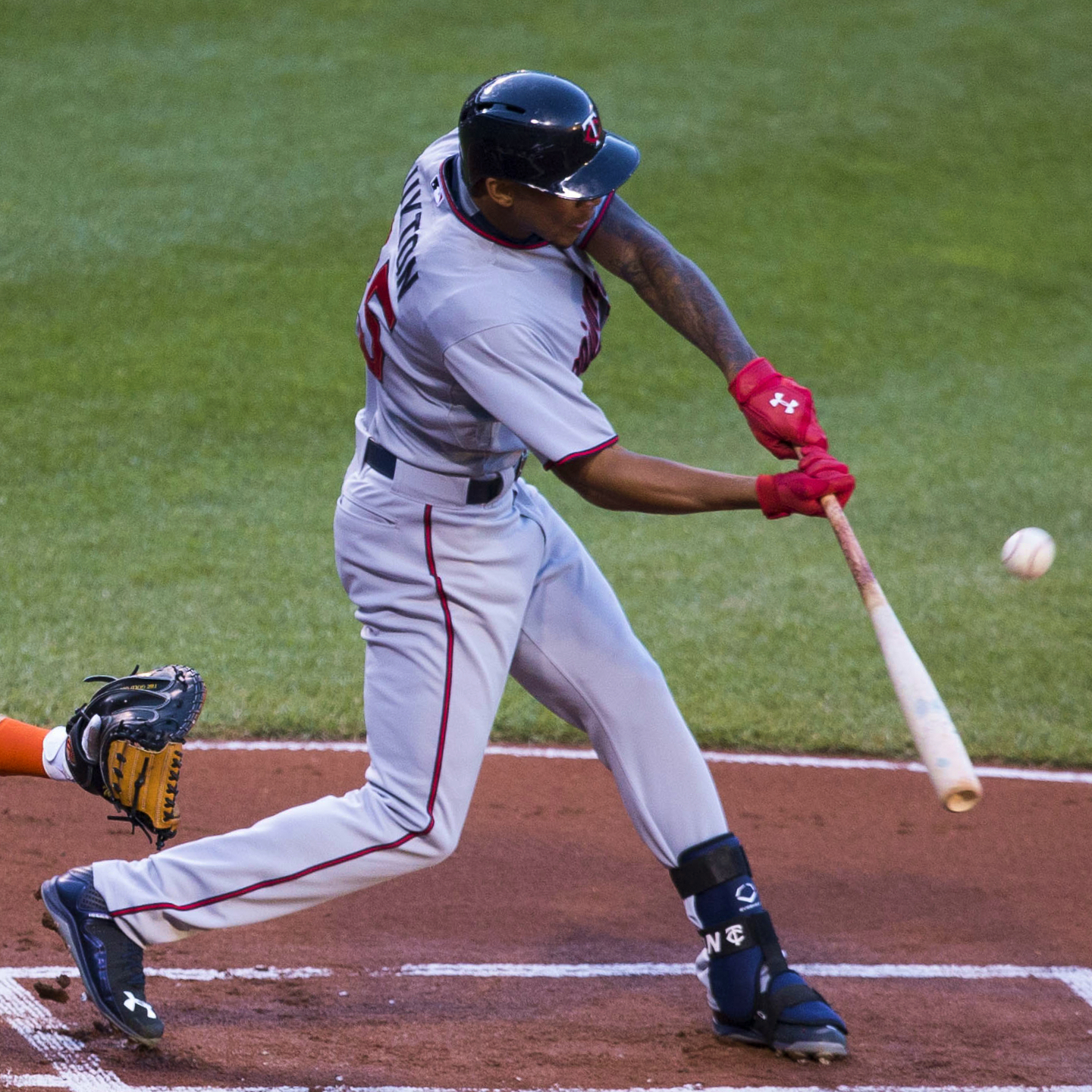
Buxton bateando con los Twins en 2015.

### Minnesota Twins
A pesar de perderse la mayoría de la temporada 2014, MLB.com y Baseball Prospectus calificaron a Buxton como el mejor prospecto en el béisbol al comienzo de la temporada 2015, y Baseball America lo nombró el prospecto #2 en 2015. Abrió la temporada 2015 con el nuevo afiliado de Clase AA, los Chattanooga Lookouts de la Southern League. Los Mellizos promovieron a Buxton para hacer su debut en Grandes Ligas el 14 de junio, y anotó la carrera ganadora en su debut. Registró su primer hit, un triple, en su segundo juego. Después de participar en diez juegos, se torció el pulgar y entró en la lista de lesionados. Los Mellizos activaron a Buxton de la lista de lesionados el 10 de agosto, pero fue asignado a los Rochester Red Wings de Clase AAA debido al buen rendimiento del jardinero Aaron Hicks.
Buxton comenzó la temporada 2016 como el jardinero central titular de los Mellizos. Sin embargo, bateó .156 en 17 juegos, recibiendo un ponche el 53% de sus turnos al bate, por lo que fue enviado a Rochester el 25 de abril. Lo llamaron nuevamente durante la mitad de la temporada y se quedó en el jardín central. Terminó con un promedio de .225 con 10 jonrones y 10 bases robadas.
Buxton fue una vez más el jardinero central del equipo en la temporada 2017. Aunque registraba un bajo promedio de .219 al iniciar agosto, durante este mes bateó para promedio de .324 con ocho jonrones y ocho bases robadas para aumentar su promedio de temporada a .249. Sin embargo, su mejor rendimiento lo mostró a la defensiva. Ganó el Premio de Jugador Defensivo del Año de Wilson entre todos los jardineros de Grandes Ligas, así como para el jardín central. También ganó un Guante de Oro, el Guante de Platino de la Liga Americana y el Premio Fielding Bible.
En 2018, Buxton tuvo un inicio de temporada difícil, ya que pasá algunos períodos en la lista de discapacitados debido a lesiones y migrañas. El 2 de julio fue activado desde la lista de lesionados, pero también fue asignado al equipo de Rochester de Clase AAA. En las Grandes Ligas, apenas bateó para un promedio de .156, mientras que se ponchó 28 veces en 90 turnos al bate y se robó cinco bases sin ser atrapado ninguna vez.
El 22 de abril de 2019, la racha de Buxton de 33 bases robadas terminó después de que Robinson Chirinos de los Astros de Houston lo sorprendiera robando. En 2019, bateó para .262 con 10 jonrones, 46 impulsadas y 14 bases robadas. Tuvo la velocidad de carrera más rápida de todos los jugadores de la Liga Americana, con 30.3 pies/segundo.
En 2020, Buxton registró promedio de .254 con 13 jonrones y 27 impulsadas en 130 turnos al bate. Su velocidad de carrera de 30.0 pies/segundo fue la segunda más rápida de la Liga Americana, solo superado por Adam Engel de los Medias Blancas de Chicago (30.3).
En 2021, Buxton fue nombrado como Jugador del Mes de la Liga Americana por su desempeño en abril, donde registró promedio de .426 con ocho jonrones y 14 impulsadas. Terminó la temporada con promedio de .306, 19 jonrones y 32 impulsadas en solo 61 juegos, debido a una lesión en la cadera y una fractura en su mano izquierda. El 1 de diciembre de 2021, Buxton firmó una extensión de contrato de $100 millones por siete años con los Mellizos.
En 2022, Buxton fue seleccionado por primera vez al Juego de Estrellas en su carrera, donde conectó un jonrón y ayudó al equipo de la Liga Americana a ganar por 3-2. Sin embargo, culminó la temporada con un bajo promedio de .224, a pesar de registrar una marca personal de 28 jonrones y 51 impulsadas en solo 92 juegos, debido a diversas lesiones que limitaron su rendimiento.